# Contabilidade consultiva
A contabilidade consultiva é um modelo de negócios em que o contador utiliza seus conhecimentos adquiridos em seus anos de experiências profissionais para poder ajudar a administração e gestão de uma empresa na melhor tomada de decisão, atuando de forma mais próxima desses setores, não apenas fazendo a parte burocrática da contabilidade .
Além disso, é um movimento que busca ressignificar o papel do contador na sociedade, passando a atuar como um conselheiro estratégico proativo.  .
O modelo é uma tendência da contabilidade atual e tem transformado a maneira como profissionais e empresas do ramo prestam seus serviços, executam seus processos e atendem aos seus clientes. A contabilidade consultiva é um conjunto de soluções tecnológicas desenvolvidas para os escritórios de contabilidade, que visam a otimização dos processos, como plataformas online, softwares de gestão, aplicativos e outros recursos .